# Kapoeta
Kapoeta és una població al Sudan del Sud. Està situada al comtat o districte de Kapoeta del Sud a l'estat d'Equatoria, a la part sud-oriental. La població de Kapoeta es calculava el 2008 en aproximadament 7.000 persones.

## Localització
La ciutat es troba a la riba oriental del riu Singaita. Fou fundada com a posició comercial i militar pel capità Knollys, que va arribar al riu el gener de 1927.
Aquesta localització és aproximadament a 275 km per carretera a l'est de Juba, la capital de Sudan del Sud, i la ciutat més gran del país. La ciutat està a uns 677 metres sobre el nivell de la mar.

## Transport
La carretera principal des de Lokichogio, Kenya a la capital del Sudan del Sud, Juba, passa per Kapoeta. La ciutat també disposa de l'aeroport de Kapoeta, que el 2011, era poc més que una pista plena de brutícia.

## Cultura
Kapoeta està habitada majoritàriament pel grup ètnic Toposa. Els Didinga també viuen en l'àrea, però són pagesos i tendeixen a habitar als turons fèrtils i humits de la regió, mentre que els Toposa, que són ramaders, viuen a les planes.

## Punts d'interès
Els punts següents d'interès es troben dins o prop de Kapoeta són:
- Les oficines del Consell Municipal de Kapoeta (Kapoeta Town Council)
- La seu del comtat de Kapoeta del Sud (Kapoeta South County)
- L'aeroport de Kapoeta, un aeroport civil al nord de la ciutat
- Central Elèctrica de Kapoeta, una petita estació hidro-energètica de 0,9 MW, establerta el 2011[4]
- El riu Narus, estacional, propens a provocar inundacions[5]